# Musikestetik
Musikestetik kallas läran om musikens inre egenskaper, uttryckssätt och syfte samt dess effekt på lyssnaren. Många ursprungsfolk associerar musiken med en övernaturlig, religiös eller metafysisk kraft. I den västerländska kulturkretsen används olika filosofiska system: Pythagoras’ tallära, Platons etoslära, som hade betydelse för medeltiden, renässansens och 1700-talets affektlära, 1800-talets metafysiska idéer och vår tids fenomenologiska uppfattning. Enligt denna är musikens egen inneboende logik avgörande. En motsatt uppfattning hävdar att musiken har en uppgift som bärare av olika utommusikaliska innehåll.
Ifråga om det musikaliska konstverket har huvudvikten än lagts vid dess personliga uttryck (jämför originalitet), än vid det specifikt musiklogiska, än vid det egenartat musikaliskt-formella, det musikaliskt sköna.
En musikestetisk riktning, den ”energetiska”, fäster sig särskilt vid det själsligt-dynamiska kraftspelet, av vilket det musikaliska verket är ett sista resultat.
Under 1900-talets debatt om musikverkets självständighet har en långdragen diskussion pågått om musikens ”innehåll”. Parallellt ha det diskuterats om musik ska tolkas utifrån en subjektiv musikupplevelse (subjektivism) eller om musikverkets egna egenskaper ska få vara avgörande (objektivism). Viktigt har också varit den musikaliska hermeneutiken, tillämpad av Heinz Kretschmar, och utvecklad till en musikalisk symbolteori av Arnold Schering, samt Ernst Kurths energetik.
Även fenomenologi, existentialism, marxism och analytisk filosofi har påverkat den moderna musiketiken. Från och med Peter Kivys arbeten på 1970-talet, har analytisk filosofi  bidragit i stor utsträckning till musikestetiken. Analytisk filosofi ger väldigt liten uppmärksamhet åt ämnet musikalisk skönhet. Istället inspirerade Kivy en omfattande debatt om naturen hos känslomässig uttrycksfullhet i musiken. Han bidrog också till debatten om typen av autentiska framföranden av äldre musik genom argumentet att mycket av debatten var osammanhängande eftersom den inte skiljer mellan fyra distinkta standarder för autentiskt framförande av musik (1995).